# Чамгой
Чамгой — горная вершина в системе Тебулосского хребта Большого Кавказа. Административно находится в Итум-Калинском районе Чеченской Республики Российской Федерации, недалеко от государственной границы с Грузией. Высота над уровнем моря составляет 3648 метра.

## Название
Чамга (чечен. ЧамгӀа) — «сосновый».

## Общие сведения
На юго-восточных склонах вершины Чамгой развалины бывшего аула Чамги.